# Microhyla laterite
Microhyla laterite é uma espécie de anfíbio anuro da família Microhylidae. Está presente na Índia. A UICN classificou-a como em perigo crítico.